# 보희와 녹양
"보희와 녹양"은 2019년에 개봉한 대한민국의 영화이다.

## 줄거리
모든 것이 두렵고 어려운 소심한 중학생 보희와  두려운 것 하나 없는 씩씩하고 당찬 녹양. 한날한시에 태어난 둘도 없는 단짝인 둘의 좌충우돌 모험이 시작된다.

## 캐스팅
- 안지호 : 보희 역
- 김주아 : 녹양 역
- 서현우 : 성욱 역
- 신동미 : 보희 엄마 역
- 김현빈 : 승현 역
- 정승길 : 보희 아빠 역 (특별출연)
- 이해영 : 보희엄마 남자친구 역 (특별출연)
- 박근록 : 담임 역 (특별출연)
- 차서원 : 의사 역 (특별출연)

- 김소라 : 남희 역
- 장준휘 : 라면남 역
- 민경진 : 노 교수 역
- 황건 : 출판남 역
- 이재희 : 녹양 할머니 역
- 박민영 : 승현 엄마 역
- 김희창 : 승현 아빠 역
- 오대석 : 녹양 아빠 역
- 김민준 : 어린 보희 역
- 김혜준 : 어린 녹양 역
- 홍성춘 : 영화 속 아빠 역
- 이주원 : 영화 속 아들 역
- 엄채윤 : 어린 남희 역
- 손예원 : 미용실 직원 역
- 김가영 : 미용실 손님 1 역
- 양신지 : 미용실 손님 2 역
- 이명하 : 조교 역
- 이창엽 : 의사 역
- 하정민 : 간호사 역
- 진중길 : 목욕탕 아저씨 역
- 최종철 : 목욕탕 아저씨 역
- 김현정 : 아파트 복도 주민 역
- 김영서 : 수영코치 역
- 유형래 : 병원 남자 역
- 김도엽 : 승현 패거리 역
- 김윤호 : 승현 패거리 역
- 정수범 : 승현 패거리 역
- 전고운 : 산부인과 역
- 이정연 : 산부인과 역
- 김뜻모아 : 산부인과 역
- 김수환 : 지하철 역
- 안현영 : 지하철 역
- 최기윤 : 한강커플 역
- 김예은 : 한강커플 역
- 김시현 : 중학교 댄스부 역
- 박효빈 : 중학교 댄스부 역
- 봉재경 : 중학교 댄스부 역
- 홍서윤 : 중학교 댄스부 역

## 제작진
- 감독/각본/편집: 안주영
- 프로듀서: 소준범
- 촬영: 이성용
- 제작: 한국영화아카데미(KAFA FILMS)
- 배급: KT&G상상마당

## 영화정보
- 2018년 제23회 부산국제영화제 한국영화의 오늘-비전 부문에서 상영되었다.[1]
- 2019년 5월 21일 CGV용산아이파크몰에서 언론배급시사회가 열렸다. 이 자리에는 안주영 감독과 배우 안지호, 김주아, 서현우가 참석하였다.[2]

## 수상 기록
- 제44회 서울독립영화제(2018) 독립스타상-배우부문 (안지호)
- 제23회 부산국제영화제(2018) KTH상 (안주영)

## 같이 보기
- 2019년 대한민국의 영화 목록